# Zygodon sibiricus
Zygodon sibiricus là một loài rêu trong họ Orthotrichaceae. Loài này được Ignatov, Ignatova, Z. Iwats. & B.C. Tan mô tả khoa học đầu tiên năm 1999.